# París-Niza 1968
La París-Niza 1968 fue la 26ª edición de la París-Niza, que se disputó entre el 7 de marzo y el 15 de marzo de 1968. La carrera fue ganada por primera vez por un alemán, Rolf Wolfshohl del equipo Bic. Ferdinand Bracke (Peugeot-BP-Michelin) y Jean-Louis Bodin (Frimatic-Wolber-De Gribaldy) completaron el podio. El alemán se llevó, además, un coche Volvo valorado en 18.000 francos como premio por su victoria.
En las clasificaciones secundarias Wilfried David (Flandria-De Clerck) se llevó la clasificación de la montaña, Valere van Sweevelt (Smith's) ganó la clasificación por puntos y el conjunto Bic la de equipos.

## Recorrido
El recorrido de 1.461 kilómetros está dividido en 10 etapas y un prólogo: siete en línea, dos contrarrelojes individuales (el primero y el último día) y una contrarreloj por equipos. La cuarta y octava etapa se dividen en dos sectores. Durante la séptima etapa se sube por primera vez Mont Faron. Una marca de esquíes da un premio al corredor que hiciera su descenso más rápido. Lucien Aimar se lo lleva por delante Jacques Anquetil y Jan Janssen.

## Participantes
En esta edición de la París-Niza tomaron la salida 88 corredores divididos en 11 equipos: Peugeot-BP-Michelin, Pelforth-Sauvage-Lejeune, Faema, Bic, Smith's, Mercier-BP-Hutchinson, Willem II-Gazelle, Zimba-Automatic, Flandria-De Clerck, Frimatic-Wolber-De Gribaldy y Caballero. El equipo español Fagor-Fargas había sido invitado por el organizador Jean Leulliot, pero finalmente no participó.
Wolfshohl dio positivo al Mundial de ciclocrós pero pudo participar en la París-Niza y en la Milà-San Remo en no haber recibido todavía el correo que hiciera oficial su suspensión. Jacques Anquetil inicialmente no tenía que participar por problemas con su director de equipo Raphaël Géminiani, pero la intervención de su mujer y de su representante, Christian Darras, hizo que el problema se solucionara y el campeón francés finalmente disputó la prueba.
La prueba la acabaron 59 corredores.

## Desarrollo
La prueba se inicia con un corto prólogo disputado por la noche a una temperatura de dos grados bajo cero que no crea diferencias. Charly Grosskost lo gana sacándole 4 décimas de segundo a Eddy Merckx convirtiéndose así en el primer líder de esta edición.
Antes de la primera etapa, se hace un minuto de silencio en recuerdo del ganador del año anterior Tom Simpson. La victoria es para Léo Duyndam que es lo más rápido en un grupo que le saca once segundos a los favoritos. Gracias a esta pequeña diferencia Harry Steevens - tercero a la línea de meta - consigue el liderazgo, pero al día siguiente lo pierde en favor de Merckx. La tercera etapa se la lleva el belga Valere van Sweevelt que resuelve una fuga que no preocupa a los hombres de la general y donde hay el futuro director general del Tour de Francia Jean-Marie Leblanc.
El día siguiente los ciclistas se enfrentan a una etapa dividida en dos sectores. En la contrarreloj por equipos del primer sector Merckx amplía su ventaja en lo alto de la general, puesto que su equipo vence pero en el segundo sector el belga abandona por problemas en una rodilla. Ferdinand Bracke es el nuevo líder al hacer segundo en la etapa -por detrás de Valere van Sweevelt - y sacar más de un minuto al resto de favoritos.
Bracke mantiene el maillot blanco a pesar de que en la quinta etapa Jan Janssen gana con más de tres minutos de ventaja. Después de una etapa ganada al esprint por Walter Godefroot llega la séptima y decisiva etapa. En la subida a Mont Faron Rolf Wolfshohl deja atrás a Bracke y se pone líder destacado. El alemán es el ganador virtual de la prueba cuando falta un último día de competición dividido en dos sectores. En el primer sector llega una fuga que le da la victoria a José Samyn. En la contrarreloj final en el Paseo de los Ingleses Bracke se exhibe pero los 55" que le saca a Wolfshohl son insuficientes, puesto que el alemán le llevaba casi cuatro minutos de ventaja.

## Resultados de las etapas
| Etapas                 | Fecha       | Recorrido                   | Km       | Vencedor de etapa   | Líder de la general |
| ---------------------- | ----------- | --------------------------- | -------- | ------------------- | ------------------- |
| Prólogo                | 7 de marzo  | Athis-Mundos (CRI)          | 4 km     | Charly Grosskost    | Charly Grosskost    |
| 1ª etapa               | 8 de marzo  | Athis-Mundos-Blois          | 185 km   | Léo Duyndam         | Harry Steevens      |
| 2ª etapa               | 9 de marzo  | Blois-Nevers                | 189 km   | Walter Godefroot    | Eddy Merckx         |
| 3ª etapa               | 10 de marzo | Nevers-Marcigny             | 175 km   | Valere van Sweevelt | Eddy Merckx         |
| 4.ª etapa, 1.er sector | 11 de marzo | Marcigny-Charlieu (CRE)     | 40 km    | Faema               | Eddy Merckx         |
| 4.ª etapa, 2.º sector  | 11 de marzo | Charlieu-Saint-Étienne      | 135 km   | Valere van Sweevelt | Ferdinand Bracke    |
| 5.ª etapa              | 12 de marzo | Saint-Étienne-Bollène       | 197 km   | Jan Janssen         | Ferdinand Bracke    |
| 6ª etapa               | 13 de marzo | Pont-Saint-Esprit-Marignane | 212 km   | Walter Godefroot    | Ferdinand Bracke    |
| 7ª etapa               | 14 de marzo | Marignane-Toulon            | 129.5 km | Wilfried David      | Rolf Wolfshohl      |
| 8.ª etapa, 1.er sector | 15 de marzo | Toulon-Antibes              | 147 km   | José Samyn          | Rolf Wolfshohl      |
| 8.ª etapa, 2.º sector  | 15 de marzo | Antibes-Niza (CRI)          | 29.7 km  | Ferdinand Bracke    | Rolf Wolfshohl      |

## Etapas

### Prólogo
7-03-1968. Athis-Mundos, 4 km. CRI
| Pos. | Ciclista            | Equipo                | Tiempo |
| ---- | ------------------- | --------------------- | ------ |
| 1    | Charly Grosskost    | Bic                   | 5' 06" |
| 2    | Eddy Merckx         | Faema                 | m. t.  |
| 3    | Cyrille Guimard     | Mercier-BP-Hutchinson | + 5"   |
| 4    | Jos van der Vleuten | Peugeot-BP-Michelin   | m. t.  |
| 5    | Jacques Anquetil    | Bic                   | m. t.  |

### 1ª etapa
8-03-1968. Athis-Mundos-Blois, 185 km.
| Pos. | Ciclista         | Equipo            | Tiempo     |
| ---- | ---------------- | ----------------- | ---------- |
| 1    | Léo Duyndam      | Smith'            | 4h 01' 01" |
| 2    | Michael Wright   | Bic               | m. t.      |
| 3    | Harry Steevens   | Willem II-Gazelle | m. t.      |
| 4    | Rolf Wolfshohl   | Bic               | m. t.      |
| 5    | Victor van Schil | Faema             | m. t.      |

### 2ª etapa
9-03-1968. Blois-Nevers 189 km.
| Pos. | Ciclista         | Equipo             | Tiempo     |
| ---- | ---------------- | ------------------ | ---------- |
| 1    | Walter Godefroot | Flandria-De Clerck | 4h 48' 51" |
| 2    | Edward Sels      | Bic                | m. t.      |
| 3    | Eddy Merckx      | Faema              | m. t.      |
| 4    | Michael Wright   | Bic                | m. t.      |
| 5    | Léo Duyndam      | Smith'             | m. t.      |

### 3ª etapa
10-03-1968. Nevers-Marcigny 185 km.
| Pos. | Ciclista            | Equipo                   | Tiempo     |
| ---- | ------------------- | ------------------------ | ---------- |
| 1    | Valere van Sweevelt | Smith'                   | 4h 49' 37" |
| 2    | Christian Robini    | Mercier-BP-Hutchinson    | m. t.      |
| 3    | Wim Schepers        | Caballero                | m. t.      |
| 4    | Willy Maes          | Flandria-De Clerck       | m. t.      |
| 5    | Jean-Marie Leblanc  | Pelforth-Sauvage-Lejeune | m. t.      |

### 4ª etapa, 1º sector
11-03-1968. Marcigny-Charlieu, 40 km. CRE
| Pos. | Equipo                   | Tiempo   |
| ---- | ------------------------ | -------- |
| 1    | Faema                    | 57' 58"  |
| 2    | Bic                      | + 3"     |
| 3    | Pelforth-Sauvage-Lejeune | + 26"    |
| 4    | Smith's                  | + 33"    |
| 5    | Peugeot-BP-Michelin      | + 1' 06" |

### 4.ª etapa, 2.º sector
11-03-1968. Charlieu-Saint-Étienne, 135 km.
| Pos. | Ciclista            | Equipo                      | Tiempo     |
| ---- | ------------------- | --------------------------- | ---------- |
| 1    | Valere van Sweevelt | Smith'                      | 3h 21' 40" |
| 2    | Ferdinand Bracke    | Peugeot-BP-Michelin         | + 4"       |
| 3    | René Grelin         | Frimatic-Wolber-De Gribaldy | + 1' 11"   |
| 4    | Antoon Houbrechts   | Flandria-De Clerck          | + 1' 35"   |
| 5    | Christian Raymond   | Peugeot-BP-Michelin         | m. t.      |

### 5ª etapa
12-03-1968. Saint-Étienne-Bollène, 197 km.
| Pos. | Ciclista            | Equipo                   | Tiempo     |
| ---- | ------------------- | ------------------------ | ---------- |
| 1    | Jan Janssen         | Pelforth-Sauvage-Lejeune | 4h 31' 22" |
| 2    | Jos van der Vleuten | Peugeot-BP-Michelin      | + 2"       |
| 3    | Bernard Guyot       | Pelforth-Sauvage-Lejeune | + 3' 08"   |
| 4    | Charly Grosskost    | Bic                      | m. t.      |
| 5    | Willy Monty         | Pelforth-Sauvage-Lejeune | m. t.      |

### 6ª etapa
13-03-1968. Pont-Saint-Esprit-Marignane, 212 km.
| Pos. | Ciclista         | Equipo                   | Tiempo     |
| ---- | ---------------- | ------------------------ | ---------- |
| 1    | Walter Godefroot | Flandria-De Clerck       | 5h 09' 38" |
| 2    | Guido Reybrouck  | Faema                    | m. t.      |
| 3    | Edward Sels      | Bic                      | m. t.      |
| 4    | Jan Janssen      | Pelforth-Sauvage-Lejeune | m. t.      |
| 5    | Harry Steevens   | Willem II-Gazelle        | m. t.      |

### 7ª etapa
14-03-1968. Marignane-Toulon, 129.5 km.
| Pos. | Ciclista          | Equipo                      | Tiempo     |
| ---- | ----------------- | --------------------------- | ---------- |
| 1    | Wilfried David    | Flandria-De Clerck          | 3h 33' 41" |
| 2    | Rolf Wolfshohl    | Bic                         | + 20"      |
| 3    | Marcel Maes       | Willem II-Gazelle           | + 2 '53"   |
| 4    | Jean-Louis Bodin  | Frimatic-Wolber-De Gribaldy | + 3' 02"   |
| 5    | Antoon Houbrechts | Flandria-De Clerck          | + 4' 16"   |

### 8ª etapa, 1º sector
15-03-1968. Toló-Antibes, 147 km.
| Pos. | Ciclista         | Equipo                   | Tiempo     |
| ---- | ---------------- | ------------------------ | ---------- |
| 1    | José Samyn       | Pelforth-Sauvage-Lejeune | 3h 34' 26" |
| 2    | Marinus Wagtmans | Willem II-Gazelle        | m. t.      |
| 3    | Lucien Aimar     | Bic                      | m. t.      |
| 4    | Julien Stevens   | Smith'                   | + 49"      |
| 5    | Edward Sels      | Bic                      | + 1' 05"   |

### 8.ª etapa, 2.º sector
15-03-1968. Antibes-Niza, 29.7 km. CRI
| Pos. | Ciclista         | Equipo              | Tiempo   |
| ---- | ---------------- | ------------------- | -------- |
| 1    | Ferdinand Bracke | Peugeot-BP-Michelin | 39' 17"  |
| 2    | Rolf Wolfshohl   | Bic                 | + 55"    |
| 3    | Herman van Loo   | Willem II-Gazelle   | + 1' 12" |
| 4    | Rolf Maurer      | Zimba-Automatic     | + 1' 34" |
| 5    | Charly Grosskost | Bic                 | + 1' 45" |

## Clasificaciones finales

### Clasificación general
| Ciclista | Equipo            | Tiempo                      |             |
| -------- | ----------------- | --------------------------- | ----------- |
| 1        | Rolf Wolfshohl    | Bic                         | 34h 42' 21" |
| 2        | Ferdinand Bracke  | Peugeot-BP-Michelin         | + 2' 58"    |
| 3        | Jean-Louis Bodin  | Frimatic-Wolber-De Gribaldy | + 5' 12"    |
| 4        | Bernard Guyot     | Pelforth-Sauvage-Lejeune    | + 5' 40"    |
| 5        | Jan Janssen       | Pelforth-Sauvage-Lejeune    | + 6' 08"    |
| 6        | Charly Grosskost  | Bic                         | + 6' 22"    |
| 7        | Lucien Aimar      | Bic                         | + 7' 07"    |
| 8        | Antoon Houbrechts | Flandria-De Clerck          | + 7' 26"    |
| 9        | Gilbert Bellone   | Mercier-BP-Hutchinson       | + 7' 53"    |
| 10       | Jacques Anquetil  | Bic                         | + 8' 09"    |

## Evolución de las clasificaciones
| Etapa(Vencedor)                          | Clasificación general |
| ---------------------------------------- | --------------------- |
| Prólogo (Charly Grosskost)               | Charly Grosskost      |
| Etapa 1 (Léo Duyndam)                    | Harry Steevens        |
| Etapa 2 (Walter Godefroot)               | Eddy Merckx           |
| Etapa 3 (Valere Van Sweevelt)            | Eddy Merckx           |
| Etapa 4, 1ª sector (Faema)               | Eddy Merckx           |
| Etapa 4, 2ª sector (Valere Van Sweevelt) | Ferdinand Bracke      |
| Etapa 5 (Jan Janssen)                    | Ferdinand Bracke      |
| Etapa 6 (Walter Godefroot)               | Ferdinand Bracke      |
| Etapa 7 (Wilfried David)                 | Rolf Wolfshohl        |
| Etapa 8, 1ª sector (José Samyn)          | Rolf Wolfshohl        |
| Etapa 8, 2ª sector (Ferdinand Bracke)    | Rolf Wolfshohl        |